# Château de Bréniges
Le château de Bréniges est un château français situé dans la commune de Malemort (ex-Malemort-sur-Corrèze), en Corrèze.

## Histoire
Les premières mentions du château de Bréniges datent du XIVe siècle, lorsque la famille de Malemort abandonne son castrum de Montemart situé sur les hauteurs de Malemort, pour faire construire une nouvelle demeure dans le village même.
Un château est alors construit, ainsi qu'un châtelet pour l'appuyer défensivement. Celui-ci possédait des murailles, fossés et un petit donjon carré. Les deux deux bâtisses sont reliées par un souterrain. C'est ce second bâtiment, le châtelet qui se nomme château de Bréniges. 
En 1581, la famille de Noailles le rachète mais le délaisse.
Au XIXe siècle, un élevage de bombyx du mûrier (ver à soie) est présent dans le château. Jusqu'en 1950, il demeurait trois tours au château. Mais la mairie le rachète pour construire une place et abat une des tours. Le 16 août 1956, les ruines sont inscrites aux monuments historiques.